# Antony de Ávila
Antony William de Ávila (Santa Marta, 21 de dezembro de 1962) é um ex-futebolista colombiano que atuava como atacante.

## Carreira
É o maior goleador da história do América de Cáli, com 201 gols feitos em 483 jogos pelo clube. 
Aposentou-se em 1999, mas voltou a actuar em 2009, aos 46 anos. Em sua terceira passagem pelo América de Cáli, esteve em campo na quarta jornada no empate de sua equipe com o Deportivo Pasto, entrando aos 32 minutos da segunda etapa.

## Seleção
Pela Seleção Colombiana, participou de 4 edições da Copa América, em 1983, 1987, 1989 e 1991 e de 2 edições da Copa do Mundo, em 1994 e 1998.

## Títulos
América de Cáli
- Campeonato Colombiano: 1982, 1983, 1984, 1985, 1986, 1990 e 1992.

Barcelona SC
- Campeonato Equatoriano: 1997.